# Fastweb
Fastweb S.p.A. (Eigenschreibweise in Versalien FASTWEB) ist ein italienisches Telekommunikationsunternehmen, das Breitbanddienste anbietet sowie in Zusammenarbeit mit Vodafone Italia als Mobilfunkanbieter auftritt.

## Unternehmen
Fastweb gehört in Italien zu einem der größten Festnetzbetreiber und Anbietern von IP-basierter Multimediadienste. 2023 erwirtschaftete das Unternehmen einen Jahresumsatz von 2,633 Milliarden Euro und zählte 3,2 Millionen Festnetz- sowie 3,5 Millionen Mobilfunkverträge.

### Geschäftsfeld
Das Geschäftsfeld liegt in der Breitbandtechnologie, mit der Fastweb Telefon-, Internet- und Fernsehdienste über modernste, vollständig auf dem Internet-Protokoll basierende Breitbandnetze anbietet.

## Geschichte
Im September 1999 wurde in Mailand die Firma e.Biscom als Holding sowie mehrere unter ihrem Dach operativ tätigen Firmen gegründet, darunter Fastweb, welche für die Telekommunikationsdienste zuständig war. Ziel von e.Bescom war die Entwicklung einer völlig neuen Generation von Datenübermittlungstechnologie als Alternative zu den traditionellen Telekommunikationsmitteln.
Bereits in den ersten Monaten nach der Gründung wurde im Großraum Mailand ein weit verzweigtes Glasfasernetz verlegt. Um das Wachstum zu finanzieren und das Glasfasernetz auf die wichtigsten italienischen Städten zu expandieren, erfolgte im März 2000 der Börsengang an der Mailänder Börse im Segment Nuovo Mercato, dem Markt für junge Unternehmen.
Im Jahr 2001 lancierte e.Biscom als erster Anbieter weltweit vollständig IP-basierte Breitband-, Sprach- und TV-Dienste, die im Jahr 2002 weiter ausgebaut wurden. 2003 ergänzte e.Biscom seine TV-Dienste mit der Live-Übertragung der Fußballspiele der italienischen Meisterschaft über IPTV. Das Video on Demand und das gesamte TV-Angebot wurde für Kunden, die nicht am Glasfasernetz angeschlossen waren, zusätzlich über ADSL übertragen. Damit erreichte e.Biscom bereits 2003 als erstes Telekommunikationsunternehmen weltweit das Triple Play, d. h. das gebündelte Anbieten von TV-, Internet- und Telefondienste.
Im Juni 2003 wurden die Aktien von e.Biscom im FTSE-MIB-Index aufgenommen, in dem die 40 wichtigsten börsenkotierten Unternehmen Italiens enthalten sind.
Im Dezember 2004 wurde im Zuge einer Reorganisation e.Biscom und Fastweb unter dem Firmennamen Fastweb fusioniert. Ziel war, die bereits zuvor eingeleitete Fokussierung auf das Kerngeschäft abzuschließen, sprich, das Anbieten von breitbandbasierter Multimedia-Festnetzdienste in Italien. Seither befindet sich Fastweb auf einem eindrücklichen Expansionskurs und ist in Italien zum zweitgrößten Festnetzbetreiber und zum führenden Anbieter IP-basierter Telekommunikationsdienste aufgestiegen.

### Übernahme durch Swisscom
Im Mai 2007 hat der Schweizer Telekommunikationskonzern Swisscom mit einem Anteil von 82,2 Prozent die Kontrolle über Fastweb übernommen. Ziel dieser Akquisition ist die Stärkung der Swisscom durch die Weiterentwicklung der Swisscom Infrastruktur, das Anbieten breitbandbasierter Multimedia-Anwendungen sowie einer zu erwartenden Umsatz- und Ertrags-Steigerung. Fastweb bleibt dabei ein eigenständiges Unternehmen und das operative Geschäft von Fastweb wird weiterhin getrennt geführt.
Im September 2010 kündigte Swisscom an, dass sie die restlichen Anteile an Fastweb kaufen möchte.
Im März 2024 wurde bekannt, dass Swisscom Vodafone Italia für 8 Mrd. CHF bis zum Ende des Jahres übernehmen werde. Langfristig ist geplant, diese mit Fastweb zu vereinigen. Der Kauf wurde am 31. Dezember abgeschlossen, zusätzlich wurde der Firmenname geändert in Fastweb + Vodafone.
Im August 2025 gab Swisscom bekannt, das die Migration der Mobilfunkkunden bei Fastweb von Telecom Italia und Wind Tre auf die neue Tochtergesellschaft Vodafone Italia bis Ende des gleichen Jahres abgeschlossen ist.